# Hilizihono
Hilizihono is een bestuurslaag in het regentschap Nias Selatan van de provincie Noord-Sumatra, Indonesië. Hilizihono telt 597 inwoners (volkstelling 2010).